# روهو
روهو (نام علمی: Labeo rohita) نام یک گونه از تیره کپورماهیان است.